# 下阿根河
47°39′17″N 9°44′40.2″E / 47.65472°N 9.744500°E

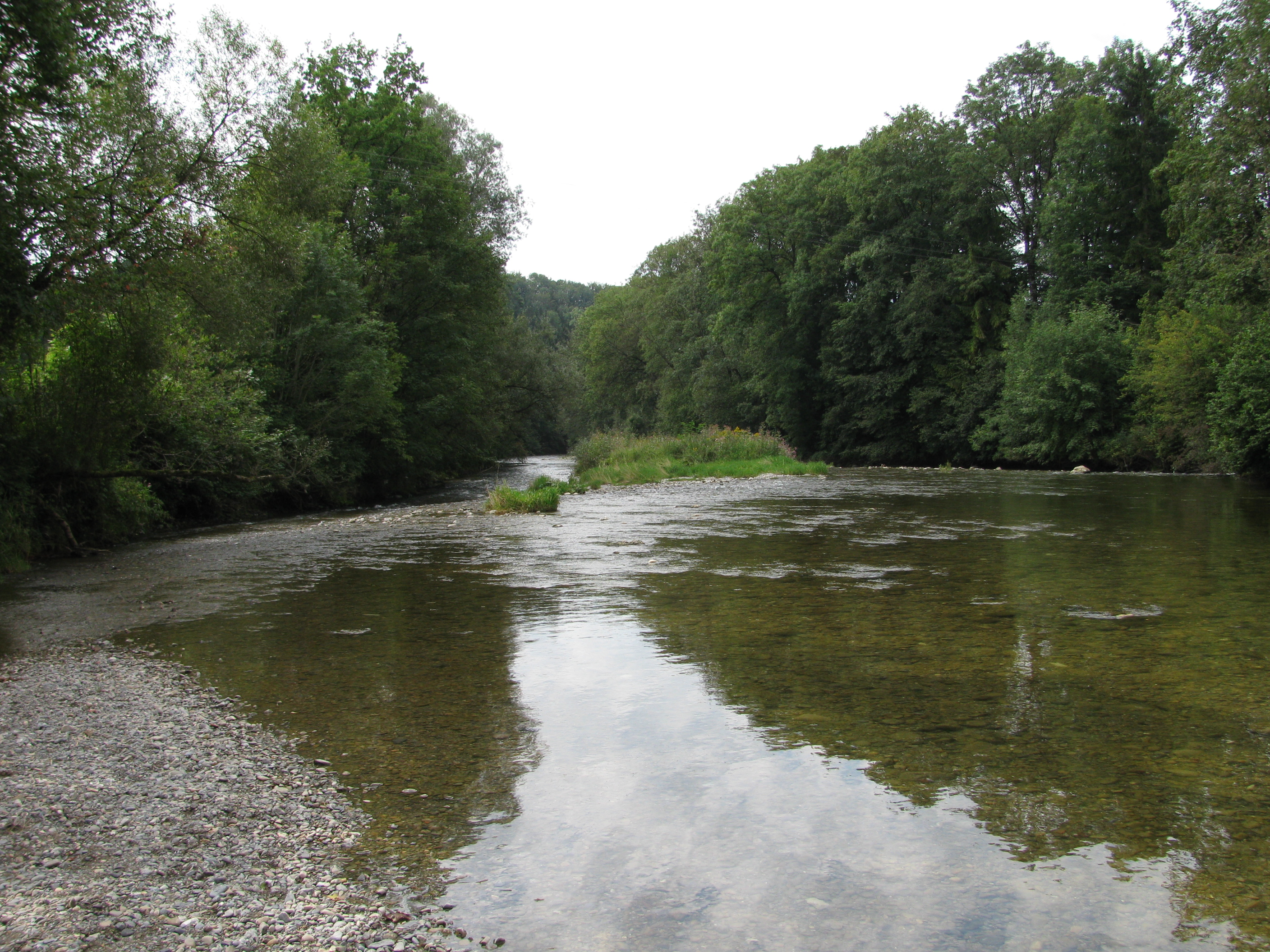

下阿根河是德國的河流，位於該國東南部，由巴伐利亞負責管轄，屬於阿根河的支流，河道全長69公里，流域面積367平方公里，河畔城鎮有阿爾高地區旺根和阿爾高地區伊斯尼。